# كأس ويلز 2012–13
كأس ويلز 2012–13 (بالإنجليزية: 2012–13 Welsh Cup)‏ هو موسم من كأس ويلز. أقيم خلال الفترة 18 أغسطس 2012 وحتى 6 مايو 2012، وأشرف على تنظيمه اتحاد ويلز لكرة القدم، وكان عدد الأندية المشاركة فيه 182، وفاز فيه نادي بريستاتين تاون.